# Benito Sanz y Forés
Benito Sanz y Forés (Gandia, 21 de março de 1828 – Madri, 1 de novembro de 1895) foi um teólogo e cardeal espanhol da Igreja Católica, arcebispo de Sevilha.

## Biografia
Fez seus primeiros estudos nos Escolápios de sua cidade natal e em 1841 foi para a Universidade de Valência, onde concluiu o curso de filosofia em 1844 e começou os estudos em jurisprudência; em 1848 ganhou as oposições públicas no grau de bacharel nesta faculdade. Abandonou os estudos de jurisprudência e ingressou no Seminário Conciliar de Valência em outubro de 1849, onde estudou teologia e cânones, doutorando-se em ambas.
Foi ordenado padre em 27 de março de 1852. Foi destinado à paróquia de San Pedro Mártir de Valência, da qual foi vice-arcipreste em 1855. Logo se destacou como orador sagrado nos melhores púlpitos da Espanha. Em Valência foi professor de Decretos, vice-reitor do Seminário, examinador sinodal do arcebispado e dos bispados de Segorbe e Tortosa. Em 1858 obteve por oposição a posição de cônego da catedral de Tortosa, onde continuou a sua fama de orador eloquente. Em sua nova diocese, tornou-se provisor e vigário geral, também foi nomeado pregador da corte em 1864 e auditor da Rota em 1866.

## Episcopado
Foi eleito bispo de Oviedo em 30 de maio de 1868, tendo seu nome confirmado em 22 de junho pelo Papa Pio IX e sendo consagrado em 8 de novembro seguinte, no Convento das Salesas Reales de Madri, por Alessandro Franchi, núncio apostólico na Espanha, assistido por Tomás Iglesias Barcone, Patriarca das Índias Ocidentais e por Francisco de Sales Crespo y Bautista, bispo auxiliar de Toledo.
Tomou posse de sua diocese em 3 de dezembro e fez sua entrada no dia 15, em plena fase revolucionária. A visita pastoral começou imediatamente, mas ele teve que interrompê-la para participar do Concílio Vaticano I em Roma, no qual atuou como secretário do episcopado espanhol. Voltando a Oviedo, continuou as suas visitas pastorais, pregando duas ou três vezes em cada uma das novecentas igrejas paroquiais e cento e quarenta e nove filiais da sua diocese, raramente utilizando a sua carruagem, fazendo-o a pé ou a cavalo. Em 29 de junho de 1872, chegou pela primeira vez, também a cavalo, ao Santuário de Covadonga e, vendo o estado de abandono em que se encontrava o santuário mariano da Reconquista de Espanha, promoveu a sua renovação e engrandecimento.
Foi promovido à arcebispo metropolitano de Valladolid em 18 de novembro de 1881 pelo Papa Leão XIII. Instituiu a Irmandade do Sufrágio do Clero, promoveu o Círculo Católico dos Trabalhadores, construiu o corpo de sinos da catedral e do Seminário, convocou dois sínodos diocesanos e um conselho provincial (1887), consagrou a província ao Coração de Jesus e a ele correspondeu, por ocasião da morte do rei Afonso XII de Espanha, a oração fúnebre nas exéquias realizadas em San Francisco el Grande em Madri (12 de dezembro de 1885).
Nomeado arcebispo de Sevilha em 30 de dezembro de 1889, tomou posse em 25 de março de 1890 através do decano e fez sua entrada oficial dois dias depois. Presidiu o III Congresso Nacional Católico realizado em Sevilha (outubro de 1892). Em 1892 foi nomeado por Leão XIII patrono do Pontifício Colégio Espanhol, fundado nesse mesmo ano em Roma pelo beato sacerdote de Tortosa Manuel Domingo y Sol.
Foi criado cardeal pelo Papa Leão XIII, no Consistório de 16 de janeiro de 1893, recebendo o barrete vermelho e o título de cardeal-presbítero de Santo Eusébio em 15 de junho.
Em novembro daquele ano convocou um concílio provincial, enquanto celebrava suas bodas de prata de consagração episcopal. Foi celebrado de 4 a 12 de dezembro de 1893, depois de quase quatrocentos anos sem ser realizado, sendo a arquidiocese de Sevilha a única que não convocou um concílio provincial na Espanha depois do Concílio de Trento. Em 1894 presidiu a peregrinação dos trabalhadores espanhóis a Roma, coincidindo com as beatificações de João de Ávila e Frei Diego José de Cádiz.
Faleceu em 1 de novembro de 1895, em Madri. Foi velado e sepultado na Catedral de Sevilha.